# سكوت جيبسون
سكوت جيبسون (بالإنجليزية: Scott Gibson)‏ (26 أغسطس 1984 في المملكة المتحدة - ) هو لاعب كرة قدم بريطاني في مركز الوسط. لعب مع بيتسبورغ ريفرهوندز.

## وصلات خارجية
- سكوت جيبسون على موقع قاعدة بيانات كرة القدم.إي يو (الإنجليزية)
- سكوت جيبسون على موقع Soccerway.com (الإنجليزية)